# Hortense Allart
Hortense Allart de Méritens ((); Milano, 7 settembre 1801 – Montlhéry, 28 febbraio 1879) è stata una scrittrice, saggista e femminista francese.

## Biografia
Nata a Milano nel 1801, Allart si spese a difesa dell'amore libero, chiedendo il miglioramento della condizione femminile. Partecipò alla Gazette des femmes, occupandosi inoltre di filosofia nel suo Novum organum ou sainteté philosophique (1857), nel quale difende l'idea dell'inevitabilità della prova dell'esistenza di un essere supremo con ogni nuova scoperta scientifica.
Ebbe relazioni con uomini celebri del suo tempo, tra cui François-René de Chateaubriand. Sua sorella Sophie era una pittrice che fu una studentessa di Ingres.

## Opere
- Novum organum ou sainteté philosophique, Paris, Garnier frères, 1857
- La femme et la démocratie de nos temps, Paris, Delaunay, 1836
- Derniers enchantements, Paris,  M. Lévy, 1874
- Gertrude, Paris,  Dupont, 1828
- Histoire de la république de Florence, Paris, Delloye, 1843
- La femme et la démocratie de nos temps, Paris,  Delaunay et Pinard, 1836
- Les enchantements de Prudence, Avec George Sand, Paris, Michel Lévy frères, 1873
- Les nouveaux enchantements, Paris,  C. Lévy, 1873
- Lettere inedite a Gino Capponi, Genova, Tolozzi, 1961
- Lettres inédites à Sainte-Beuve (1841-1848) avec une introduction des notes, Éd. Léon Séché, Paris, Société du Mercure de France, 1908
- Lettres sur les ouvrages de Madame de Staël, Paris,  Bossange, 1824
- Mémoires de H.L.B. Henry Lytton Bulwer, Houston: University of Houston, 1960-1969
- Nouvelles lettres à Sainte-Beuve, 1832-1864; les lettres de la collection Lovenjoul, Genève, Librairie Droz, 1965
- Settimia, Bruxelles, A. Wahlen, 1836
- Essai sur l'histoire politique depuis l'invasion des barbares jusqu'en 1848, 1857